# Лезгини
Лезгини (рус. лезгины) су кавкаски народ, који претежно живи у Русији, односно у Републици Дагестан, у којој чини 13% становништва, и у којој представља четврти народ по бројности, после Авара (29%), Даргинаца (17%) и Кумика (15%). Велики број Лезгина такође живи и у Азербејџану. Лезгини су већином исламске вероисповести, а говоре лезгинским језиком, који спада у североисточнокавкаску породицу језика. По Лезгинима је назван и врло популаран плес међу кавкаским народима — лезгинка.
Укупно их има око 434.000, од тога у Русији 217.000, а у Азербејџану 178.000. 